# Regionalwahlkreis Innviertel
Der Regionalwahlkreis Innviertel (Wahlkreis 4B) ist ein Regionalwahlkreis in Österreich, der bei Wahlen zum Nationalrat für die Vergabe der Mandate im ersten Ermittlungsverfahren gebildet wird. Der Wahlkreis umschließt die politischen Bezirke Braunau am Inn, Ried im Innkreis sowie Schärding und entspricht in seinem Umfang damit dem Landtagswahlkreis Innviertel.
Bei der Nationalratswahl 2019 waren im Regionalwahlkreis Innviertel 167.189 Personen wahlberechtigt, wobei bei der Wahl die Österreichische Volkspartei (ÖVP) mit 43,8 % als stärkste Partei hervorging. Von den fünf zu vergebenen Grundmandaten entfielen zwei auf die ÖVP und eines auf die Freiheitliche Partei Österreichs (FPÖ).

## Geschichte
Nach dem Ende des Staates Österreich-Ungarn wurden für das Gebiet von Oberösterreich mit der Wahlordnung 1918 für die Wahl der konstituierenden Nationalversammlung sechs Wahlkreise geschaffen, wobei bereits zu dieser Zeit ein Wahlkreis mit dem Namen Innviertel gebildet wurde. Dieser Wahlkreis (zunächst Wahlkreis 14, ab 1923 Wahlkreis 13) umfasste das Gebiet der Gerichtsbezirke Braunau, Engelhartszell, Mattighofen, Mauerkirchen, Obernberg am Inn, Raab, Ried im Innkreis, Schärding und Wildshut. Nachdem die Wahlordnung von 1923 von der austrofaschistischen Regierung 1934 außer Kraft gesetzt worden war, wurde die ursprüngliche Einteilung der Wahlkreise nach dem Zweiten Weltkrieg mit dem Verfassungsgesetz vom 19. Oktober 1945 weitgehend wieder eingeführt. Der Wahlkreis Innviertel wurde dadurch unverändert wieder eingeführt und blieb bis 1971 bestehen, als es durch die Nationalrats-Wahlordnung 1971 schließlich erstmals seit 1918 zu einer tiefgreifenden Wahlkreisreform, mit der die Anzahl der Wahlkreise in Österreich auf nur noch neun reduziert wurde. Für das Bundesland Oberösterreich bestand in der Folge nur noch ein Wahlkreis, der Wahlkreis Oberösterreich (Wahlkreis 4). Mit Inkrafttreten der Nationalrats-Wahlordnung 1992 wurde das österreichische Bundesgebiet schließlich in 43 Regionalwahlkreise unterteilt und somit ein drittes Ermittlungsverfahren eingeführt, wobei die Bezirke Braunau, Ried im Innkreis und Schärding erneut zum Wahlkreis Innviertel (Wahlkreis 4B) zusammengefasst wurden. 1993 wurden dem Regionalwahlkreis fünf Mandate zugewiesen, wobei die Neuberechnung der Mandatsverteilung im Jahr 2002 (nach den Ergebnissen der Volkszählung 2001) zu keinen Veränderungen führte.
Von der Schaffung des Wahlkreises bis 2019 erreichte die ÖVP bei jeder Wahl die relative Mehrheit, wobei sie bei der Nationalratswahl 2002 mit 49,4 % ihr bestes Ergebnis und beinahe die absolute Mehrheit erreichte. Der zweite Platz wechselte mehrmals zwischen SPÖ und FPÖ. Dennoch erzielte die FPÖ im Innviertel immer ihr jeweils bestes Wahlergebnis in Oberösterreich. Im Gegensatz zur FPÖ stellt das Innviertel für die Grünen den schlechtesten Wahlkreis dar, wobei sie hier 2008 auch vom BZÖ überholt wurden und damit auf den fünften Platz zurückfielen. 2024 erlangte die FPÖ erstmals die relative Mehrheit an Stimmen in diesem Wahlkreis.

## Wahlergebnisse
| Nationalratswahlen im Regionalwahlkreis Innviertel | Nationalratswahlen im Regionalwahlkreis Innviertel | Nationalratswahlen im Regionalwahlkreis Innviertel | Nationalratswahlen im Regionalwahlkreis Innviertel | Nationalratswahlen im Regionalwahlkreis Innviertel | Nationalratswahlen im Regionalwahlkreis Innviertel | Nationalratswahlen im Regionalwahlkreis Innviertel | Nationalratswahlen im Regionalwahlkreis Innviertel | Nationalratswahlen im Regionalwahlkreis Innviertel | Nationalratswahlen im Regionalwahlkreis Innviertel | Nationalratswahlen im Regionalwahlkreis Innviertel | Nationalratswahlen im Regionalwahlkreis Innviertel |
| Wahltermin                                         | GM                                                 |                                                    | ÖVP                                                | SPÖ                                                | FPÖ                                                | GRÜNE                                              | BZÖ                                                | LIF/NEOS                                           | FRANK                                              | PILZ/JETZT                                         | Sonstige                                           |
| -------------------------------------------------- | -------------------------------------------------- | -------------------------------------------------- | -------------------------------------------------- | -------------------------------------------------- | -------------------------------------------------- | -------------------------------------------------- | -------------------------------------------------- | -------------------------------------------------- | -------------------------------------------------- | -------------------------------------------------- | -------------------------------------------------- |
| 9. Oktober 1994                                    |                                                    | Stimmenanteile (%)                                 | 34,1                                               | 27,2                                               | 27,4                                               | 6,4                                                | -                                                  | 3,3                                                | -                                                  | -                                                  | 1,6                                                |
| 9. Oktober 1994                                    | 5                                                  | Grundmandate                                       | 1                                                  | 1                                                  | 1                                                  | 0                                                  | -                                                  | 0                                                  | -                                                  | -                                                  | 0                                                  |
| 17. Dezember 1995                                  |                                                    | Stimmenanteile (%)                                 | 33,6                                               | 30,0                                               | 27,4                                               | 4,5                                                | -                                                  | 3,2                                                | -                                                  | -                                                  | 1,3                                                |
| 17. Dezember 1995                                  | 5                                                  | Grundmandate                                       | 1                                                  | 1                                                  | 1                                                  | 0                                                  | -                                                  | 0                                                  | -                                                  | -                                                  | 0                                                  |
| 3. Oktober 1999                                    |                                                    | Stimmenanteile (%)                                 | 32,3                                               | 26,3                                               | 32,2                                               | 6,1                                                | -                                                  | 1,8                                                | -                                                  | -                                                  | 1,3                                                |
| 3. Oktober 1999                                    | 5                                                  | Grundmandate                                       | 1                                                  | 1                                                  | 1                                                  | 0                                                  | -                                                  | 0                                                  | -                                                  | -                                                  | 0                                                  |
| 24. November 2002                                  |                                                    | Stimmenanteile (%)                                 | 49,4                                               | 28,8                                               | 13,9                                               | 6,7                                                | -                                                  | 0,7                                                | -                                                  | -                                                  | 0,5                                                |
| 24. November 2002                                  | 5                                                  | Grundmandate                                       | 2                                                  | 1                                                  | 0                                                  | 0                                                  | -                                                  | 0                                                  | -                                                  | -                                                  | 0                                                  |
| 1. Oktober 2006                                    |                                                    | Stimmenanteile (%)                                 | 42,3                                               | 27,7                                               | 15,5                                               | 7,8                                                | 3,1                                                | -                                                  | -                                                  | -                                                  | 3,5                                                |
| 1. Oktober 2006                                    | 5                                                  | Grundmandate                                       | 1                                                  | 1                                                  | 0                                                  | 0                                                  | 0                                                  | -                                                  | -                                                  | -                                                  | 0                                                  |
| 28. September 2008                                 |                                                    | Stimmenanteile (%)                                 | 32,1                                               | 23,5                                               | 22,8                                               | 7,7                                                | 9,5                                                | 1,2                                                | -                                                  | -                                                  | 3,2                                                |
| 28. September 2008                                 | 5                                                  | Grundmandate                                       | 1                                                  | 1                                                  | 1                                                  | 0                                                  | 0                                                  | 0                                                  | -                                                  | -                                                  | 0                                                  |
| 29. September 2013                                 |                                                    | Stimmenanteile (%)                                 | 30,3                                               | 21,6                                               | 25,4                                               | 9,2                                                | 4,3                                                | 2,6                                                | 4,7                                                | -                                                  | 2,8                                                |
| 29. September 2013                                 | 5                                                  | Grundmandate                                       | 1                                                  | 1                                                  | 1                                                  | 0                                                  | 0                                                  | 0                                                  | 0                                                  | -                                                  | 0                                                  |
| 15. Oktober 2017                                   |                                                    | Stimmenanteile (%)                                 | 36,2                                               | 20,5                                               | 32,2                                               | 2,9                                                | -                                                  | 4,0                                                | -                                                  | 2,7                                                | 1,5                                                |
| 15. Oktober 2017                                   | 5                                                  | Grundmandate                                       | 1                                                  | 0                                                  | 1                                                  | 0                                                  | -                                                  | 0                                                  | -                                                  | 0                                                  | 0                                                  |
| 29. September 2019                                 |                                                    | Stimmenanteile (%)                                 | 43,8                                               | 15,8                                               | 21,9                                               | 10,3                                               | -                                                  | 6,1                                                | -                                                  | 1,2                                                | 0,9                                                |
| 29. September 2019                                 | 5                                                  | Grundmandate                                       | 2                                                  | 0                                                  | 1                                                  | 0                                                  | -                                                  | 0                                                  | -                                                  | 0                                                  | 0                                                  |
| 29. September 2024                                 |                                                    | Stimmenanteile (%)                                 | 29,9                                               | 14,1                                               | 36,7                                               | 6,3                                                | -                                                  | 7,0                                                | -                                                  | -                                                  | 5,9                                                |
| 29. September 2024                                 | 5                                                  | Grundmandate                                       | 1                                                  | 0                                                  | 1                                                  | 0                                                  | -                                                  | 0                                                  | -                                                  | -                                                  | 0                                                  |